# Малашин Анатолій Максимович
Анатолій Максимович Малашин (нар. 13 квітня 1940, тепер Російська Федерація) — український радянський діяч, генеральний директор Київського авіаційного виробничого об'єднання. Член ЦК КПУ у 1986 — 1990 р.

## Біографія
Освіта вища. Член КПРС.
З 1960 р. — токар на Київському авіаційному заводі. Працював начальником механоскладального цеху.
До 1987 р. — секретар партійного комітету Київського авіаційного виробничого об'єднання.
У 1987 — 1993 р. — генеральний директор Київського авіаційного виробничого об'єднання (з 1992 — Київського авіаційного заводу).
Потім — на пенсії у Києві.

## Нагороди
- ордени
- медалі